# Leichtathletik-Weltfinale
Das Leichtathletik-Weltfinale (offiziell: IAAF World Athletics Final) war ein Leichtathletik-Meeting, dem eine weltweite Wettkampfserie mit 24 internationalen Veranstaltungen vorausging. An dem IAAF World Athletics Final durften die Athleten teilnehmen, die sich über die Punktewertung oder über eine Wildcard qualifiziert hatten. Es war 2003 von der IAAF gegründet worden und wurde bis 2009 durchgeführt.

## Veranstaltungschronologie
| Jahr | Datum             | Ort                                                         | Wettbewerbe                                  |
| ---- | ----------------- | ----------------------------------------------------------- | -------------------------------------------- |
| 2003 | 13./14. September | Stade Louis II, Fontvieille, Monaco und Szombathely, Ungarn | 33 in Monaco 2 in Szombathely                |
| 2004 | 18./19. September | Stade Louis II, Fontvieille, Monaco und Szombathely, Ungarn | 33 in Monaco 2 in Szombathely (5. September) |
| 2005 | 9./10. September  | Stade Louis II, Fontvieille, Monaco und Szombathely, Ungarn | 34 in Monaco 2 in Szombathely (3. September) |
| 2006 | 9./10. September  | Gottlieb-Daimler-Stadion, Stuttgart                         | 36                                           |
| 2007 | 22./23. September | Gottlieb-Daimler-Stadion, Stuttgart                         | 36                                           |
| 2008 | 13./14. September | Mercedes-Benz Arena, Stuttgart                              | 36                                           |
| 2009 | 12./13. September | Kaftanzoglio-Stadion, Thessaloniki                          | 36                                           |